# Mikrofluidika
A mikrofluidika egy interdiszciplináris, a villamosmérnöki, gépészmérnöki, illetve molekulabiológiai tudományok határán elhelyezkedő, viszonylag új tudományterület.
A mikrofluidika szó a mikro és az angol fluid (=folyadék) szavakból képzett összetett szó, és azt jelenti, hogy olyan folyadékok manipulációjával foglalkozik, ahol a folyadékok viselkedése eltér a makroszkopikus világban megszokottól. A mikro megjelölés jelentheti a kis méretet (100 mikrométer alatt), és/vagy a kis mennyiséget (100 mikroliter alatt), és/vagy a kis energiafelhasználást (100 mikrowatt alatt). A legtöbb mikrofluidikai rendszer olyan MEMS (Micro-Electro-Mechanical System=Mikroelektromechanikai rendszer), ami ezeket a különleges hatásokat kihasználva látja el a funkcióját.

## MEMS
A MEMS egy betűszó, ami a Micro-Electro-Mechanical systems (mikroelektromechanikai rendszerek)–ből származik. A mikroelektromechanikai rendszerek kisméretű eszközök, melyek mérete a 20 mikrométer és az 1 milliméter közé esik. Az eszköz építőelemei 1–100 mikrométer nagyságúak. Ezek a rendszerek általában egy központi egységek tartalmaznak (mikroprocesszor), és ehhez kapcsolódó eszközöket, általában mikroérzékelőket és mikrobeavatkozó eszközöket. A kis méretek miatt a klasszikus fizika törvényei nem mindig alkalmazhatók. A mikrofluidikai rendszerek speciális MEMS rendszerek, ahol a folyadékok szerepe meghatározó.

## A mikrofluidika kezdete
A mikrofluidika első alkalmazását a tintasugaras nyomtatótól számítják.
Az első szabadalom mely a tintasugaras nyomtatási folyamatról tanúskodik 1867-ből való. A Siemens hozta kereskedelmi forgalomba az első gépet 1957-ben, az első olyan nyomtató pedig, ami a napjaink gépeihez leginkább hasonlít 1976-ban került piacra. A tintasugaras nyomtatók népszerűsége az 1980-as években kezdett el felfelé ívelni, a személyi számítógépek elterjedésével. A HP és a Canon nagyban hozzájárult ehhez az áttöréshez a termál tintasugaras technológia bevezetésével, míg az Epson a piezo technológiával.
A számítástechnikai eszközök miniatürizálása tette lehetővé, hogy a mikrofluidikai eszközök is megvalósulhassanak.
Ami minden tintasugaras nyomtatóban közös, az az, hogy parányi festékcseppecskéket juttatnak a papírra.

## Mikroszkopikus folyadék jellemzők
A folyadékok másként viselkednek mikroszkopikus méretekben, eltérően az ismert makroszkopikus viselkedéstől.
Ilyen megváltozott jellemzők lehetnek:
- Felületi feszültség
- Energia disszipáció
- Folyadék ellenállás
- Reynolds-szám
- Viszkozitás
- Áramlási tulajdonságok

## LOC
A LOC, a ’Lab-on-a-chip’–ből képzett betűszó, és azt jelenti, hogy egy chip-en egy kis laboratórium (mikrolaboratórium) állítható össze, néhány négyzetcentiméter vagy négyzetmilliméter területen. A mikrofluidikai LOC eszközök igen kis mennyiségű folyadékkal működnek, mely néha pikoliter nagyságrendben van.
A legtöbb felhasználás az analízis területén található (kémiai analízis, orvosi diagnosztika, környezeti teszt, stb). A LOC-cal kapcsolatos kutatások, fejlesztések intenzíven folynak, együtt a nanotechnológiai kutatásokkal.
A mikrolaboratóriumok az orvosi diagnosztikai eszközök új generációját alkotják.

## Néhány mikrofluidikai alkalmazás
- Tintasugaras nyomtató nyomtatófeje

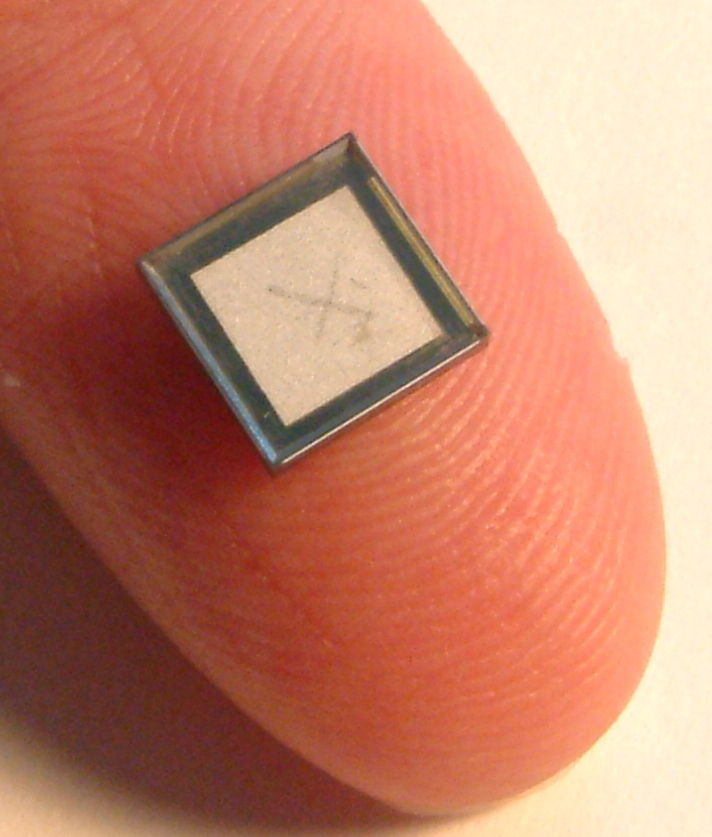
Mikropumpa

- Mikrofluidikai perfúziós rendszer sejtvizsgálatokhoz
- Mikropumpa, implantálható célzott gyógyszerbevitelre,[7]
- Digitális perisztaltikus pumpa, sejt feltöltésre
- Mikrofluidikai üzemanyagcella
- Optofluidikai eszköz: hangolható mikro lencse mátrix
- DNS mikromátrix, proteinek kimutatására
- DNS szekvencia kiolvasása
- µTAS: Micro Total Analysis System (Teljeskörű mikro analitikai rendszer)

## Általános fogalmak
Mivel egy új és jelenleg is gyorsan fejlődő tudományterületről van szó, a fogalomtár folyamatos bővülése, a meglévő fogalmak tartalmának kisebb változása várható. A fogalmak nagy része az angol nyelvű szakszavak magyar fordításával jött létre. Sok esetben az angol nyelvű szakszó magyar nyelvi megfelelőjét még nem fogadta el teljes mértékben a szakma, és jelenleg többféle verzió is használatos (Például a „lab-on-a-chip” elnevezésnek még nincs magyar megfelelője. A magyar szaknyelvben mind a „chip”, és a „csip” írásmód használatos, de néha a „lapka” kifejezés is megjelenik.) Előfordulhat, hogy ugyanazon fogalmat több, kissé eltérő értelemben használnak.
A mikrofluidika (microfluidics) olyan eszközök és eljárások tervezésével, kivitelezésével és tanulmányozásával foglalkozó tudományterület, amelynél nL-pL térfogatú folyadékminták áramoltatása, manipulációja vagy elemzése történik. Egy másik gyakran használatos definíció szerint a mikrofluidika a folyadékoknak olyan csatornákban való áramlásával foglalkozik, melyeknek legalább egyik dimenziójának mérete 1-50 μm tartományú. (Az utóbbi definíció alapján azonban sok olyan klasszikus (pl. kromatográfiás, elektroforetikus) módszer is a mikrofluidika tárgykörébe tartozna, amelyeket többnyire nem értünk oda.)
A mikrofluidikai eszközök (microfluidic device) olyan legfeljebb néhány négyzetcentiméter területű eszközök (leggyakrabban lapkák), amelyek jellemzően μm-mm méretű folyadékrendszereket foglalnak magukba, és amelyekben nL-pL térfogatú folyadékminták áramoltatása, manipulációja, elemzése történik. A mikrofluidikai eszközök elnevezés mellett a mikrofluidikai csip (microfluidic chip) és a mikrocsip elnevezések is használatosak.
A mikrofabrikálás (microfabrication) olyan fizikai, kémiai módszerek összessége, melyekkel mikrofluidikai eszközöket lehet kialakítani.
A lab-on-a-chip olyan mikrofluidikai eszköz, amelyekben több laboratóriumi műveletet lehet egyidejűleg vagy egymást követően végrehajtani.
A fotolitográfia a mikrofabrikálás során gyakran használatos eljárás, melynek során egy hordozóra (pl. szilíciumlapra) felvitt fényérzékeny rétegből bizonyos részek szelektíven eltávolíthatók a fényérzékeny réteg maszkon keresztül történő megvilágítása és kémiai kezelés (pl. oldószeres előhívás) útján, μm-mm méretű struktúrák kialakítása céljából.
A lágy litográfia (soft lithography) olyan módszer, melynél egy megfelelő öntőforma segítségével rugalmas polimerekből (elasztomerekből), tipikusan polidimetilsziloxánból (PDMS), mikrofluidikai eszközök másolatait (replikáit) lehet előállítani.